# Рябчик мутовчатый
Ря́бчик муто́вчатый (лат. Fritillária verticilláta) — многолетнее травянистое растение, вид рода Рябчик (Fritillaria) семейства Лилейные (Liliaceae).

## Распространение и экология
Рябчик мутовчатый распространён в Синьцзян-Уйгурском автономном районе, в Прибалхашье, в Джунгарии, по Тарбагатаю. Предпочитает сухие каменистые склоны, горные луга, произрастает на высоте 1300—2000 м над уровнем моря.

## Ботаническое описание
Многолетнее травянистое растение, достигающее 15—60 см в высоту. Стебель в нижней части без листьев, выше — с многочисленными листьями, голый. Нижние два листа супротивные, остальные — в мутовках по 4—7, 5—9×2—10 мм, узко-ланцетные или линейные в очертании, с сильно закрученными концами. Луковица округлая, из двух чешуек, до 2 см в диаметре.
Цветки одиночные или в соцветиях по 2—5, с двумя или тремя прицветниками, повислые, колокольчатые. Наружные доли околоцветника продолговато-эллиптические, 3—4,5×1,5 см, внутренние немного шире, продолговато-обратнояйцевидные. Внешняя поверхность околоцветника желтовато-белая, с тёмными полосками, внутренняя — с бледно-фиолетовым шахматным узором. Тычинки по длине равны половине околоцветника, нити расширяющиеся книзу. Пестик более длинный, с трёхраздельным рыльцем.
Плод — обратнояйцевидная шестиребристая коробочка 2—2,5×2,5—3 см.

## Классификация

### Синонимы
- Corona verticillata (Willd.) Fisch. ex Graham, 1836
- Fritillaria albidiflora X.Z.Duan & X.J.Zheng, 1991
- Fritillaria albidiflora var. jimunaica (X.Z.Duan & X.J.Zheng) X.Z.Duan & X.J.Zheng, 1991
- Fritillaria albidiflora var. purpurea X.Z.Duan & X.J.Zheng, 1991
- Fritillaria albidiflora var. rhodanthera X.Z.Duan & X.J.Zheng, 1991
- Fritillaria albidiflora var. viridicaulina (X.Z.Duan & X.J.Zheng) X.Z.Duan & X.J.Zheng, 1991
- Fritillaria altaica Lam. ex Schult. & Schult.f., 1829
- Fritillaria amoena Y.C.Yang, 1986
- Fritillaria borealixingjiangensis Y.K.Yang, S.X.Zhang & G.J.Liu, 1987
- Fritillaria heboksarensis X.Z.Duan & X.J.Zheng, 1987
- Fritillaria leucantha Fisch. ex Graham, 1831
- Fritillaria parvialbiflora var. viridicaulina X.Z.Duan & X.J.Zheng, 1989
- Fritillaria scandens Fisch. ex Schult. & Schult.f., 1829
- Fritillaria tortifolia var. albiflora X.Z.Duan & X.J.Zheng, 1989
- Fritillaria tortifolia var. citrina X.Z.Duan & X.J.Zheng, 1987
- Fritillaria tortifolia var. parviflora X.Z.Duan & X.J.Zheng, 1989
- Fritillaria verticillata var. albidiflora (X.Z.Duan & X.J.Zheng) G.J.Liu, 1996
- Fritillaria verticillata var. jimunaica X.Z.Duan & X.J.Zheng, 1987
- Imperialis leucantha Fisch. ex Graham, 1831

### Таксономия
Вид Рябчик мутовчатый входит в род Рябчик (Fritillaria) семейства Лилейные (Liliaceae) порядка Лилиецветные (Liliales).
|  |                                      |  |                                                              |                                                              |                    |  | ещё 9 семейств (согласно Системе APG III) | ещё 9 семейств (согласно Системе APG III) |                       |  |  |  | ещё около 150 видов |
|  |                                      |  |                                                              |                                                              |                    |  | ещё 9 семейств (согласно Системе APG III) | ещё 9 семейств (согласно Системе APG III) |                       |  |  |  | ещё около 150 видов |
|  |                                      |  |                                                              | порядок Лилиецветные                                         |                    |  |                                           |                                           | род Рябчик            |  |  |  |                     |
|  |                                      |  |                                                              | порядок Лилиецветные                                         |                    |  |                                           |                                           | род Рябчик            |  |  |  |                     |
|  | отдел Цветковые, или Покрытосеменные |  |                                                              |                                                              | семейство Лилейные |  |                                           |                                           | вид Рябчик мутовчатый |  |  |  |                     |
|  | отдел Цветковые, или Покрытосеменные |  |                                                              |                                                              | семейство Лилейные |  |                                           |                                           |                       |  |  |  |                     |
|  |                                      |  | ещё 58 порядка цветковых растений (согласно Системе APG III) | ещё 58 порядка цветковых растений (согласно Системе APG III) |                    |  |                                           | ещё 18 родов                              | ещё 18 родов          |  |  |  |                     |
|  |                                      |  |                                                              | ещё 58 порядка цветковых растений (согласно Системе APG III) |                    |  |                                           |                                           | ещё 18 родов          |  |  |  |                     |